# Ribeira de Nisa e Carreiras
Ribeira de Nisa e Carreiras (oficialmente: União das Freguesias de Ribeira de Nisa e Carreiras) é uma freguesia portuguesa do município de Portalegre, com 50,43 km² de área e 1731 habitantes (censo de 2021). A sua densidade populacional é 34,3 hab./km².

## História
Foi criada aquando da reorganização administrativa de 2012/2013, resultando da agregação das antigas freguesias de Ribeira de Nisa e Carreiras:

## Demografia
A população registada nos censos foi:
| Distribuição da População por Grupos Etários | Distribuição da População por Grupos Etários | Distribuição da População por Grupos Etários | Distribuição da População por Grupos Etários | Distribuição da População por Grupos Etários | Distribuição da População por Grupos Etários |
| -------------------------------------------- | -------------------------------------------- | -------------------------------------------- | -------------------------------------------- | -------------------------------------------- | -------------------------------------------- |
| Antes da agregação                           |                                              |                                              |                                              |                                              |                                              |
| Ano                                          | 0-14 anos                                    | 15-24 anos                                   | 25-64 anos                                   | >= 65 anos                                   | Total                                        |
| 2001                                         | 298                                          | 233                                          | 1079                                         | 538                                          | 2148                                         |
| 2011                                         | 233                                          | 193                                          | 1017                                         | 506                                          | 1949                                         |
| Após a agregação                             |                                              |                                              |                                              |                                              |                                              |
| Ano                                          | 0-14 anos                                    | 15-24 anos                                   | 25-64 anos                                   | >= 65 anos                                   | Total                                        |
| 2021                                         | 207                                          | 160                                          | 885                                          | 479                                          | 1731                                         |

## Património arquitetónico
Património arquitetónico listado no SIPA:
- Calçada Medieval de Carreiras
- Casa da Quinta Branca
- Convento da Provença / Quinta da Provença
- Convento de São Francisco / Igreja Paroquial de Ribeira de Nisa / Igreja de Nossa Senhora da Esperança
- Igreja Paroquial de Carreiras / Igreja de São Sebastião